# Melarsoprol
Melarsoprolul este un antiprotozoaric derivat de triazină, fiind utilizat în tratamentul tripanosomiazei africane. Calea de administrare disponibilă este cea intravenoasă.
Molecula a fost utilizată medical începând cu anul 1949. Se află pe lista medicamentelor esențiale ale Organizației Mondiale a Sănătății.

## Utilizări medicale
Melarsoprolul este utilizat în infecțiile cauzate de Trypanosoma gambiense și T. rhodesiense (în infecțiile cu acest agent este de primă intenție). Principalul efect advers asociat tratamentului este encefalopatia reactivă.